# Фридрих III (курфюрст Саксонии)
Фри́дрих III Му́дрый (нем. Friedrich der Weise; 17 января 1463, замок Хартенфельс в Торгау — 5 мая 1525, Лохау) — курфюрст Саксонский с 26 августа 1486 по 5 мая 1525 года по прозванию «Фридрих Мудрый».

## Биография
Сын курфюрста Эрнста, которому и наследовал в 1486 году после его смерти. Остальными владениями управлял вместе со своим братом Иоганном Твёрдым.

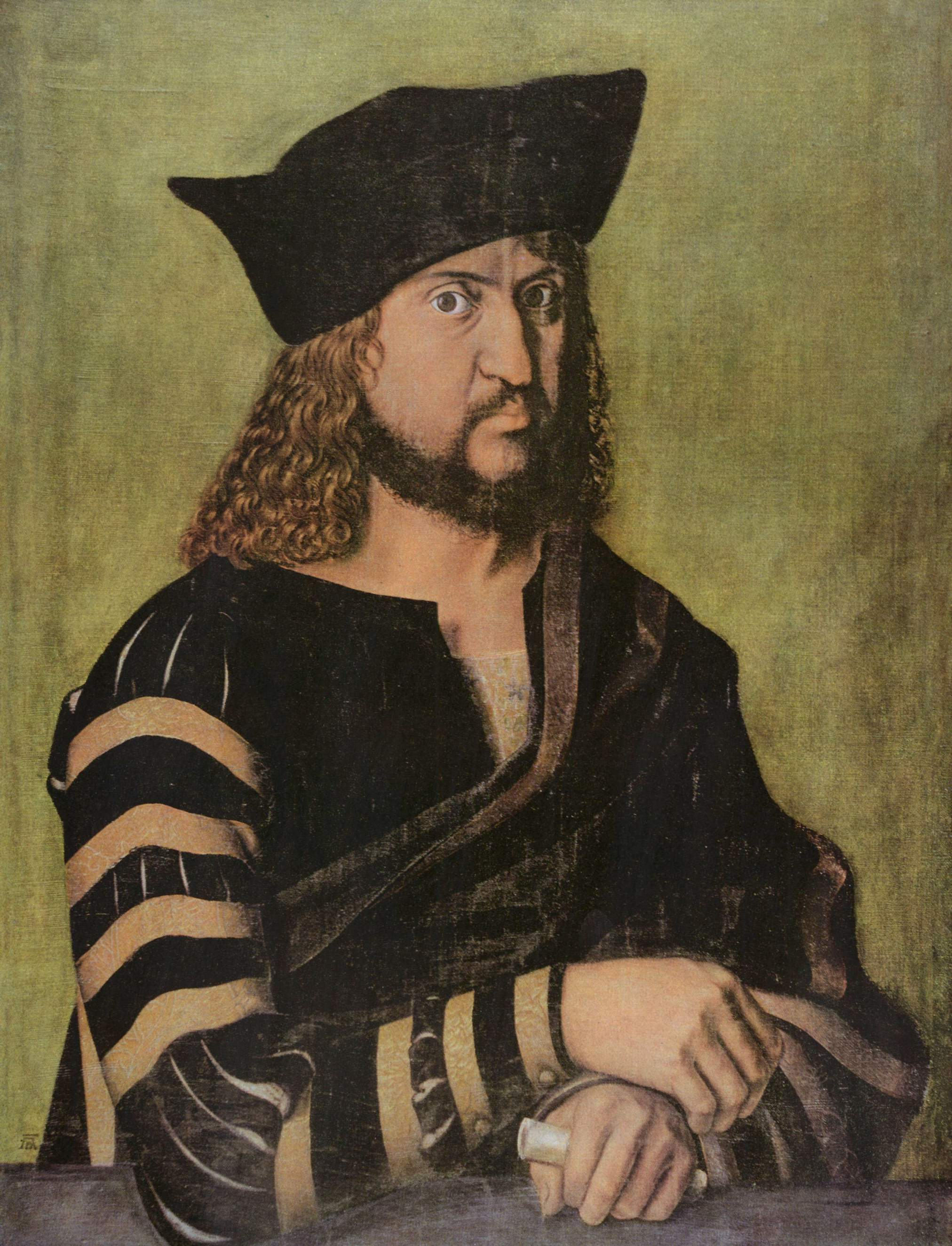
Портрет Фридриха III работы Альбрехта Дюрера. ок. 1500

Благодаря хорошему воспитанию, усердному чтению и общению с учёными, отличался редким знанием произведений древних писателей. Пользовался большим уважением императора Максимилиана I и у всех имперских князей. В имперских делах он принял сторону той партии, которая с курфюрстом Бертольдом Майнцским во главе требовала реформы государственных учреждений, и председательствовал в учреждённом в 1500 году по предложению этой партии имперском управлении (нем. Reichsregiment).
В 1502 году он основал Виттенбергский университет, о развитии которого много заботился. Из этого университета, в котором одно время профессорами были Лютер и Меланхтон, разлилась потом по всей Германии волна Реформации.
Фридрих стал могущественным защитником Лютера и после его осуждения на Вормсском сейме предоставил ему убежище в Вартбурге.
В 1519 году после смерти императора Максимилиана курфюрсты предложили Фридриху императорскую корону, но, чувствуя себя недостаточно сильным для этого, он отклонил их выбор и способствовал избранию внука Максимилиана, Карла Испанского, отплатившего ему потом неблагодарностью.
Не признавая себя открыто сторонником учения Лютера, Фридрих беспрепятственно допускал его распространение в своей стране.
Незадолго до смерти Фридрих заявил о своем признании лютеранской веры, приняв причастие под обоими видами от Шпалатина, своего капеллана, советника и биографа, посредника между ним и Лютером.
Умер Фридрих в разгар Крестьянской войны.
Он не был женат, ему наследовал его брат, Иоганн Твёрдый. Его статуя входит в состав памятника Лютеру, воздвигнутого в Вормсе.